# Friedrich Wilhelm
För andra betydelser, se Friedrich Wilhelm (olika betydelser).
Friedrich Ottomar Eduard Wilhelm, född den 22 februari 1882 i Jena, död den 30 maj 1939 i Freiburg im Breisgau, var en  tysk germanist.
Efter sin promotion (1903) och habilitation (1905) i München verkade Wilhelm först i München som privatdocent och senare som  extra ordinarie professor. Åren 1920–1936 var han ordinarie professor för tyska språket och litteraturen i Freiburg im Breisgau. Wilhelms mest betydande insats var grundandet av Corpus der altdeutschen Originalurkunden.  